# Maquet (Unternehmen)
Die Maquet GmbH ist ein deutscher Medizintechnikhersteller mit Hauptsitz in Rastatt. Das Unternehmen und seine Tochtergesellschaften sind Teil des börsennotierten schwedischen Konzerns Getinge AB.
Maquet zählt zu den weltweit führenden Entwicklern und Herstellern von Medizintechnik für Notaufnahmen, OPs und Intensivstationen. Wichtige Produkte sind Operationstische sowie Geräte und Zubehör für die extrakorporale Membranoxygenierung (Herz-Lungen-Maschinen). Die Erzeugnisse des Unternehmens werden von der Vertriebsorganisation des Getinge-Konzerns unter dem Markennamen „Maquet“ vermarktet.

## Unternehmensstruktur
Die Maquet GmbH und ihre Tochterunternehmen gehören über Beteiligungsgesellschaften zum Getinge-Konzern; Konzernmutter ist die Getinge AB, Göteborg, Schweden.
Hundertprozentige Tochterunternehmen der Maquet GmbH sind die Maquet Cardiopulmonary GmbH, Rastatt, die MediKomp GmbH, Rastatt (sie produziert Einzelteile, Baugruppen und Maschinen für medizinisch-technische Produkte und Geräte, in erster Linie für die Maquet Cardiopulmonary GmbH), die Getinge Hospital Solutions GmbH, Rastatt, sowie die Maquet Belgium N.V., Groot-Bijgaarden. Über ihre Tochter Maquet Cardiopulmonary ist Maquet mittelbar an der Maquet Spain S.L.U. beteiligt. Die Beteiligung an der dänischen Polystan A.S. ruht.

## Standorte
Neben dem Standort Rastatt, an dem sowohl die Maquet GmbH als auch ihre Töchter Maquet Cardiopulmonary, Getinge Hospital Solutions und MediKomp angesiedelt sind, verfügt Maquet über Standorte in Hechingen und Bodelshausen (Maquet Cardiopulmonary) sowie über Niederlassungen in Madrid, Spanien und Groot-Bijgarden, Belgien (ausländische Tochtergesellschaften).
Produktionsstandorte der Maquet GmbH und ihrer Tochter MediKomp GmbH befinden sich in Rastatt. Die Maquet Cardiopulmonary GmbH fertigt in Hechingen.

## Geschichte

### Gründung und Verlagerung nach Rastatt
Das Unternehmen wurde 1838 in Heidelberg von Johann Friedrich Fischer gegründet und stellte zunächst Patientenfahrstühle und andere Produkte für das Gesundheitswesen her. 1876 übernahm Curt Maquet das Unternehmen. In der Anfangszeit des 20. Jahrhunderts befand sich C. Maquet, so der neue Firmenname, im Besitz des Kahn-Konzerns. Im Jahr 1929 wurde Maquet auf die Schnellpressenfabrik AG Heidelberg vereinigt und wurde somit zu deren Tochter. Die Produktion von medizintechnischen Produkten wurde jedoch recht unabhängig aufrechterhalten. Da die Schnellpressenfabrik bereits 1931 mit der Deutschen Bank und Disconto-Gesellschaft und der Commerz- und Privatbank als neuen Hauptaktionären aus der Kahn-Gruppe ausgegliedert wurde, hatte die folgende Pleite Kahns 1932 keinen größeren Einfluss auf die Schnellpresse oder Maquet. 1933 wurde Maquet an die Stierlen-Werke AG in Rastatt veräußert und der Firmensitz somit dorthin verlagert.
Als Forum des Dialogs zwischen Wirtschaft, Wissenschaft und Krankenhäusern wurde 1999 die Maquet Academy gegründet.

### Übernahme und Firmenaufkäufe
2000 wurde das Unternehmen zur Business Area Medical Systems des schwedischen Getinge-Konzerns. Bis zu diesem Zeitpunkt war Maquet vollständige Tochter der TeSSAG und damit mittelbar im Besitz der RWE. 2003 erfolgte die Übernahme der Siemens Life Support Systems (Solna) als Business Division Critical Care sowie der Jostra-Gruppe als Business Division Cardiopulmonary. Die Jostra-Gruppe bestand aus Jostra (Hechingen, 1982 von Lars Sunnanväder gegründet) und der Firma Polystan (1958 von Erik Kyvsgaard gründet, 2001 von Jostra übernommen).
2003 übernahm Maquet die Oty GmbH (Telemedizin). 2008 folgten die Geschäftsbereiche Cardiac und Vascular Surgery von Boston Scientific Corp. mit Teilen des Vorgängerunternehmens Guidant. Sie wurden mit der ehemaligen Jostra-Gruppe zur Business Division Cardiovascular zusammengefasst und 2009 durch die aufgekaufte Datascope Corp. ergänzt. 2014 übernahm Maquet / Getinge AB die deutsche Firma Pulsion Medical Systems.

### Nach der Restrukturierung desGetinge-Konzerns 2015
2015 strukturierte Getinge seine Geschäftstätigkeit neu und trennte sich in diesem Zusammenhang von der dezentralisierten Organisation in unabhängige Geschäftsbereiche. Der Geschäftsbereich „Medical Systems“ wurde mit den beiden anderen ehemaligen Geschäftsbereichen „Infection Control“ und „Extended Care“ verschmolzen. Der Vertrieb der Produkte lag nun überwiegend nicht mehr in den Händen der Geschäftsbereiche, sondern wurde der neu aufgebauten zentralisierten Vertriebsorganisation des Getinge-Konzerns überantwortet. Parallel dazu vereinheitlichte Getinge auch seine Markenstruktur. Die Produkte der Maquet-Gruppe wurden ab 2016 als Produktfamilien unter der Dachmarke „Getinge“ angeboten.